# Список кораблів (книга)
«Спи́сок кораблі́в» — книга віршів українського поета, прозаїка, перекладача, громадського активіста Сергія Жадана, яка з'явилась друком у 2020 році у видавництві MERIDIAN CZERNOWITZ. Книга налічує 60 віршів. Також це своєрідний артбук, що поруч із текстами віршів містить дев'ять картин української художниці Катерини Косьяненко.

## Задум
Святослав Померанцев, видавець збірки, про початковий задум її створення:
|  | Рік тому, навесні 2019, Сергій повідомив мені, що закінчує нову поетичну книжку. Ми як завжди, почали обговорювати майбутню форму видання. На стадії написання книжки, зазвичай, автор бачить її тіло. «Ця книжка не буде артбуком» — такий вирок я почув від Сергія. Але ж до того я бачив картини Катерини та вже був закоханий у них! 15 липня 2019 я святкував день народження у Чернівцях та запросив близьких друзів, в тому числі Сергія та Тетяну Швед-Безкоровайну. Саме тоді Таня показала Серьожі картини Каті. «Я буду щасливим, якщо Катя погодиться на артбук» — отримали ми нове завдання від поета.Чому так сталося здогадатися не важко. Жадан — Zeitgeist. Та головне — його тексти цікаві. Косьяненко — дух часу з дуже цікавою та самобутньою творчістю. Та, якщо вірші Жадана перекласти мовою візуального мистецтва, то вийдуть картини Косьяненко. Та навпаки. |

## Характеристика збірки

### Анотація
Шістдесят віршів про пам'ять, що народжується з любові, та про вогонь, по якому лишається ніжність. Шістдесят спроб окреслити світло й розповісти про повітря над містом. Шістдесят уривків чужих розмов, шістдесят голосів, якими наповнюються весняні сутінки. «Список кораблів» — це список тих, хто пішов, але кого не можна забути. Список імен, які супроводжують тебе протягом життя. Список міст, де на тебе завжди чекають. Мабуть, найінтимніша книга автора.

### Алюзійна назва
Назва цієї поетичної збірки є співзвучною алюзією до відомого давньогрецького епосу.
«Список кораблів» — це друга рапсодія «Іліади» Гомера.
Це перелік флотилій, що вирушили до берегів Трої на Троянську війну.
Бессонница. Гомер. Тугие паруса.
Я список кораблей прочел до середины:
Сей длинный выводок, сей поезд журавлиный,
Что над Элладою когда-то поднялся.(О. Э. Мандельштам)
Для Сергія Жадана є важливим воєнний контекст «Іліади». Поет час від часу повертається до образу Троянської війни. Також він зазначає, що ті сюжети, які з нами зараз відбуваються, переважно — криваві й драматичні — вони, на жаль, доволі універсальні й не нові: любов, війна й довге повернення додому.

### Символічність
В інтерпретації Сергія Жадана «список кораблів» набуває символічного значення. Це «перераховування того, чого вже немає. І того, що лишилось. Себто це образ про уважність і вдячність»..

## Звукопис одного з віршів
Вирізнення звукового повтору із тканини поетичного тексту вже містить інформацію, яка стосується не лише форми цього тексту, але і його змісту та асоціацій, пов'язаних із ним. Зазвичай, увагу читача привертають фоносемантичні одиниці, які сприймаються як незвичайні, позбавлені автоматизму. Таких одиниць у вірші «Будеш мені, як…» досить багато. Взяти хоча б до уваги перші рядки, де є надемоційна анафора (єдинопочаток):
Будеш мені, як знак на будинку, де живуть приречені.
Будеш, ніби надлам у складнопідрядному реченні.
Будеш безжальною, мов запис у лікарняній книзі.
Неодноразовий повтор цієї дієслівної конструкції нагадує чимось молитву. Варто також зауважити, що така ж анафора з'являється в останній строфі вірша, створюючи своєрідне звукове обрамлення. Звернімо увагу і на римування, яке є перехресним у всіх строфах, крім першої та останньої, там воно кільцеве. Автор, таким чином, створює ефект кола, не лише у звуковому складі, але й у смисловому навантаженні.
На початку вірша також спостерігаємо велику концентрацію звука [з]. Він характеризується, як маленький, приємний, сильний, швидкий, холодний, світлий, твердий. Однак тут він змінює свою тональність, стає неприємним, злим, змушуючи вимовляти слова з притиском. Інтерпретації його, як злого сприяє, зокрема семантика слів «безжальна», «беззахисна».
Звук [з] є певним психологічним сигналом, який відображає занальне емотивне тло тексту.
Автор використовує багато сполучників (полісиндетон), композиційно збагачуючи вірш. Також його збагаченню сприяють численні асонанси, алітерації, які, в свою чергу, творять звукообрази. Звуковий образ, зауважимо, часто становить питому рису індивідуального стилю того чи іншого автора.
Асонанс звуку [о] формує у вірші звукообраз «розпачу». Цей звук бемольний, він передає відчуття туги і смутку. Також асонанси [о] підсилені в одній із строф метафоніями [от/то], [ор/ро]:
Де діти, народжені під знаком скорботи,
готові гнати вулицею тебе, як лисицю,
і, мов речі сухотників, палити твої блокноти.
Метафонічний повтор дослідники часто називають «звуковим сальто».
Слід зазначити, що звукопис ґрунтується як на повторі звуків, так і на повторі окремих звукосполук. Під час зорового прочитання можна не звернути увагу на звукові повтори, але під час прочитання вголос відчувається, що певні звукосполуки повторюються. Наприклад :
Я вчився по краплі від перехожих і півчих.
Такий повтор звуків називається еквіфонією, вона звучить ніби відлуння. Цей прийом звукопису є дуже цікавим і корисним у тому плані, що авторові можна трохи «погратися» із звучанням, створивши, таким чином, потрібний вплив на читача.

## Від автора
Мені здається, це загалом найкраще, що я написав. Принаймні перша частина «Кораблів». Хоча, певен, ніхто з цим не погодиться. На мою думку, це справді інші інтонації, та й текст формується по-іншому. Справа навіть не в птахах чи співах — справа в організації текстового простору, в зовсім іншій механіці метафори. З чим це пов’язано? З тим, що міняється повітря довкола нас.
— «День (газета)», інтерв'ю С. Жадана 12 червня 2020
Там 60 текстів, які швидко писалися. Для мене ця книжка цілісна і дуже особистісна. Там є перша частина, в якій історії пов’язані з моїми спогадами про кінець 20 століття. Це Донбас кінця 80-х років. Так само "Список кораблів", список людей,якого вже немає, ціле покоління, яке вже зникло. Рік тому помер мій тато, і я приїхав на похорон, і побачив на цвинтарі багато знайомих облич. Це все батьки моїх однолітків. Це усвідомлення, що покоління, яке відділяло нас від смерті, воно відійшло. І тепер нас від нашого майбутнього ніхто не заступає своїми силуетами. І це усвідомлення, не лише печальне, воно сповнене великою любов’ю, вдячністю і розумінням дотичності до цього покоління. Це прості речІ, але ти розумієш, наскільки багато ти бачив, чув. Наскільки щедрим до тебе було життя, яке дало тобі можливість спілкуватися з цими людьми. 
— «День (газета)», інтерв'ю С. Жадана 12 червня 2020)